# Pont Jeanne-d'Arc (Rouen)
Pour l’article homonyme, voir Pont Jeanne-d'Arc (Melun).
Le pont Jeanne-d'Arc est un pont routier et ferroviaire sur la Seine, il relie la rive droite (rive nord) à la rive gauche (rive sud) de Rouen (Seine-Maritime).
Il se situe en aval du pont Boieldieu et en amont du pont Guillaume-le-Conquérant.

## Historique
Le pont est une création du XXe siècle, baptisée ainsi car il mène à la rue Jeanne-d'Arc, alors que les cendres de Jeanne d'Arc ont été dispersées dans le fleuve à partir de l'ancien pont Mathilde, du nom de Mathilde l'Emperesse qui l'avait fait construire et qui se situait à peu près sur l'emplacement de l'actuel pont Boieldieu.
Il a été inauguré par Paul Ramadier le 28 avril 1956.
Le tramway traverse ce pont sur une passerelle surélevée en bois entre les stations Théâtre des Arts et Joffre-Mutualité depuis sa mise en service en 1994.
En 2012, la structure du pont a été renforcée afin d'accueillir les nouvelles rames du tramway.
La promenade du Commandant-Charcot est connectée à l'extrémité nord/amont du pont par un escalier et un ascenseur.
Le pont, constituant le premier obstacle à la navigation des navires sur la Seine, marque la limite de la navigation maritime.